# Championnat de France de football américain 2006
Navigation
Saison 2005 Saison 2007
La saison 2006 du casque de diamant est la 25e saison du championnat de France de football américain. La saison régulière se déroule du 12 février au 4 juin. Suivront ensuite demi-finales et finale.

## Classement général
| Qualifié en play-offs |

| Relégué en casque d'or |

| Groupe A              |      |      |      |     |          |            |
| Club                  | Vic. | Nuls | Déf. | Pts | Pts pour | Pts contre |
| Cougars de Saint-Ouen | 6    | 0    | 4    | 22  | 210      | 220        |
| Spartiates d'Amiens   | 5    | 1    | 4    | 21  | 164      | 137        |
| Templiers 78          | 5    | 1    | 4    | 21  | 201      | 255        |
| Molosses d'Asnières   | 1    | 0    | 9    | 12  | 115      | 281        |

| Groupe B              |      |      |      |     |          |            |
| Club                  | Vic. | Nuls | Déf. | Pts | Pts pour | Pts contre |
| Flash de La Courneuve | 9    | 0    | 1    | 28  | 364      | 92         |
| Argonautes d'Aix      | 8    | 0    | 2    | 26  | 343      | 162        |
| Panthers de Thonon    | 5    | 0    | 5    | 20  | 245      | 200        |
| Mousquetaires P-R     | 1    | 0    | 9    | 9*  | 53       | 348        |

- Les Mousquetaires déclarèrent forfait à l'occasion d'un match.

## Résultats
- Journée 1
- 12/02/2006 Molosses - Cougars 7-21
- 12/02/2006 Templiers - Spartiates 6-6
- 12/02/2006 Mousquetaires - Black Panthers 0-27
- 12/02/2006 Argonautes - Flash 28-42

- Journée 2
- 18/02/2006 Templiers - Cougars 14-12
- 19/02/2006 Molosses - Spartiates 7-18
- 18/02/2006 Flash - Mousquetaires 50-0
- 04/06/2006 Argonautes - Black Panthers 40-21

- Journée 3
- 16/04/2006 Cougars - Black Panthers 35-30
- 05/03/2006 Spartiates - Argonautes 0-41
- 05/03/2006 Flash - Molosses 48-0
- 05/03/2006 Mousquetaires - Templiers 21-26

- Journée 4
- 19/03/2006 Templiers - Molosses 28-21
- 18/03/2006 Spartiates - Cougars 32-12
- 19/03/2006 Mousquetaires - Argonautes 0-48
- 19/03/2006 Black Panthers - Flash 0-31

- Journée 5
- 02/04/2006 Argonautes - Cougars 45-14
- 02/04/2006 Black Panthers - Spartiates 20-14
- 02/04/2006 Templiers - Flash 6-46
- 02/04/2006 Molosses - Mousquetaires 12-6

- Journée 6
- 09/04/2006 Cougars - Molosses 20-10
- 09/04/2006 Spartiates - Templiers 23-10
- 09/04/2006 Black Panthers - Mousquetaires 48-8
- 08/04/2006 Flash - Argonautes 17-0

- Journée 7
- 23/04/2006 Cougars - Templiers 42-20
- 23/04/2006 Spartiates - Molosses 19-0
- 23/04/2006 Mousquetaires - Flash 6-58
- 22/04/2006 Black Panthers - Argonautes 14-21

- Journée 8
- 07/05/2006 Cougars - Flash 6-38
- 07/05/2006 Black Panthers - Molosses 34-12
- 07/05/2006 Argonautes - Templiers 45-28
- 07/05/2006 Spartiates - Mousquetaires 26-0

- Journée 9
- 21/05/2006 Molosses - Templiers 20-30
- 21/05/2006 Cougars - Spartiates 13-12
- 21/05/2006 Argonautes - Mousquetaires 0-F
- 21/05/2006 Flash - Black Panthers 6-32

- Journée 10
- 28/05/2006 Mousquetaires - Cougars 12-35
- 28/05/2006 Molosses - Argonautes 26-57
- 27/05/2006 Flash - Spartiates 28-14
- 28/05/2006 Templiers - Black Panthers 33-19

## Play-offs

### Demi-finale
- 3 juin 2006 : Flash de La Courneuve 46-7 Spartiates d'Amiens
- 11 juin 2006 : Cougars Saint-Ouen-l'Aumône 21-34 Argonautes d'Aix

### Finale
- 17 juin 2006 : Au Stade Marville, à La Courneuve : Flash de La Courneuve 48-17 Argonautes d'Aix